# Nod-sur-Seine
Nod-sur-Seine est une commune française située dans le département de la Côte-d’Or, en région Bourgogne-Franche-Comté. Cette commune est notamment connue parce que les opérations militaires  Overlord (issue du débarquement de Normandie) et Dragoon (débarquement de Provence) s'y sont rejointes en 1944.

## Géographie
Nod-sur-Seine s'étend dans le lit de la Seine et sur son coteau de rive droite.

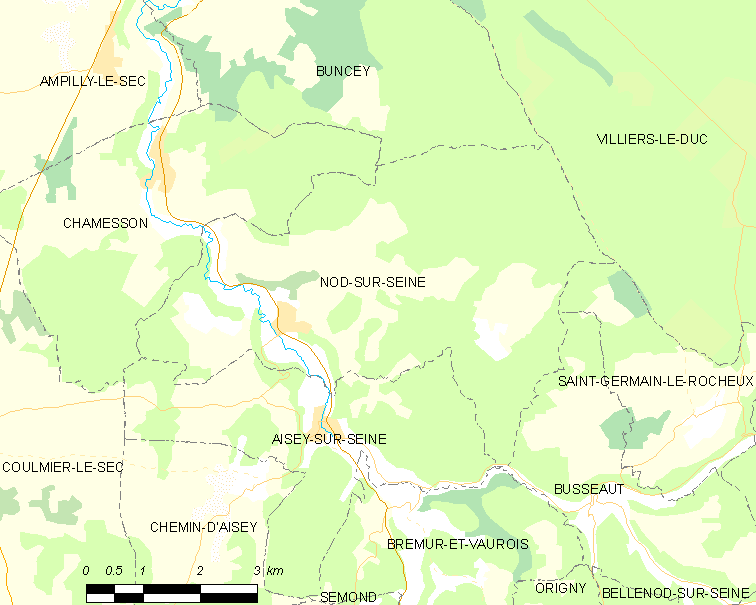

### Hydrographie
La commune est traversée par la Seine.

### Localisation
Nod-sur-Seine est située dans le département de la Côte-d’Or au sud de Châtillon-sur-Seine.

### Accès et transport
La commune est traversée par la route départementale 971 reliant Troyes à Dijon.

### Hameaux
Voisin ;

### Communes limitrophes
Nota : Bremur-et-Vaurois touche très ponctuellement Nod entre Aisey et Busseaut.

### Climat
Pour des articles plus généraux, voir Climat de la Bourgogne-Franche-Comté et Climat de la Côte-d'Or.
En 2010, le climat de la commune est de type climat des marges montargnardes, selon une étude du Centre national de la recherche scientifique s'appuyant sur une série de données couvrant la période 1971-2000. En 2020, Météo-France publie une typologie des climats de la France métropolitaine dans laquelle la commune est exposée à un climat océanique altéré et est dans la région climatique  Lorraine, plateau de Langres, Morvan, caractérisée par un hiver rude (1,5 °C), des vents modérés et des brouillards fréquents en automne et hiver. 
Pour la période 1971-2000, la température annuelle moyenne est de 10 °C, avec une amplitude thermique annuelle de 16 °C. Le cumul annuel moyen de précipitations est de 927 mm, avec 13 jours de précipitations en janvier et 8,7 jours en juillet. Pour la période 1991-2020, la température moyenne annuelle observée sur la station météorologique de Météo-France la plus proche, « Châtillon/Seine », sur la commune de Châtillon-sur-Seine à 10 km à vol d'oiseau, est de 10,8 °C et le cumul annuel moyen de précipitations est de 832,8 mm,. Pour l'avenir, les paramètres climatiques de la commune estimés pour 2050 selon différents scénarios d'émission de gaz à effet de serre sont consultables sur un site dédié publié par Météo-France en novembre 2022.

## Urbanisme

### Typologie
Au 1er janvier 2024, Nod-sur-Seine est catégorisée commune rurale à habitat dispersé, selon la nouvelle grille communale de densité à 7 niveaux définie par l'Insee en 2022.
Elle est située hors unité urbaine. Par ailleurs la commune fait partie de l'aire d'attraction de Châtillon-sur-Seine, dont elle est une commune de la couronne,. Cette aire, qui regroupe 60 communes, est catégorisée dans les aires de moins de 50 000 habitants,.

### Occupation des sols
L'occupation des sols de la commune, telle qu'elle ressort de la base de données européenne d’occupation biophysique des sols Corine Land Cover (CLC), est marquée par l'importance des forêts et milieux semi-naturels (58,2 % en 2018), en diminution par rapport à 1990 (61,8 %). La répartition détaillée en 2018 est la suivante : forêts (58,2 %), terres arables (33,2 %), prairies (6,1 %), zones agricoles hétérogènes (1,5 %), zones urbanisées (1 %). L'évolution de l’occupation des sols de la commune et de ses infrastructures peut être observée sur les différentes représentations cartographiques du territoire : la carte de Cassini (XVIIIe siècle), la carte d'état-major (1820-1866) et les cartes ou photos aériennes de l'IGN pour la période actuelle (1950 à aujourd'hui).

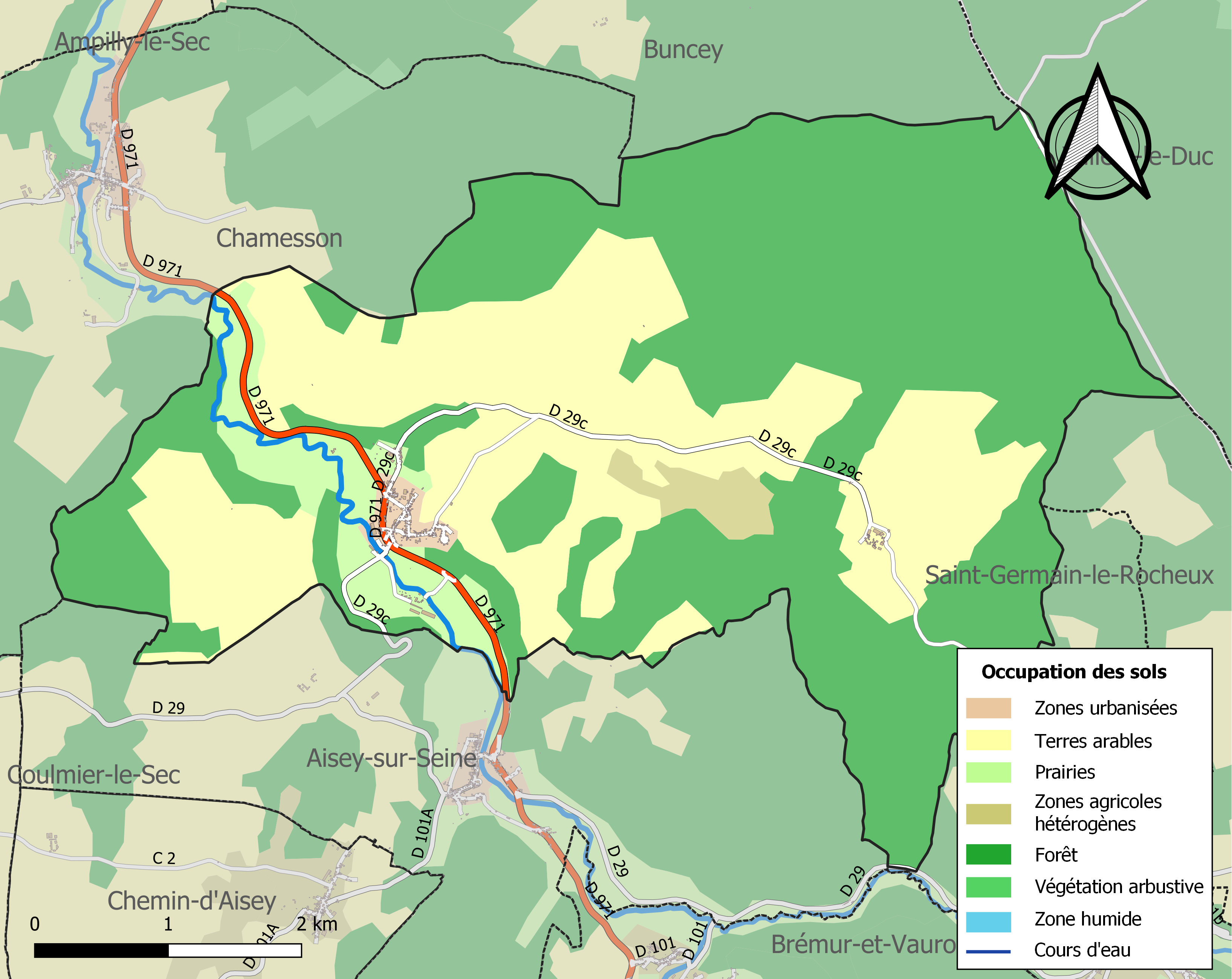
Carte des infrastructures et de l'occupation des sols de la commune en 2018 (CLC).

## Histoire

### Préhistoire et Antiquité
Des silex taillés et polis, une pierre dressée attestent d'un peuplement dès le néolithique. Celui-ci se poursuit à l'Age du Fer et à l'époque gallo-romaine comme en témoignent la fouille de tumulus et, plus récemment, celle de gisements des IIe et IIIe siècles qui ont fourni, entre autres, une sculpture exceptionnelle de l'enlèvement d'Europe.
Les rites funéraires des Lingons gallo-romains, sont notamment rapportés par l’abondante épigraphie des stèles, cippes et monuments funéraires de la nécropole de Nod-sur-Seine,,. Cette épigraphie a livré en particulier le « Testament du Lingon » énonçant les ultimes volontés d'un riche testamentaire concernant notamment les objets devant être incinérés avec lui, l’architecture de son monument funéraire et les repas rituels devant y être célébrés.

### Moyen Âge
Dépendants de la seigneurie d'Aisey et du diocèse de Langres les habitants sont affranchis en 1217 par Hugues IV de Bourgogne.

### Époque moderne
Un haut-fourneau fonctionne dès le XVIIe siècle. L'industrie de la pierre et de la céramique se développe également.

### Seconde Guerre mondiale

#### Bombardier anglais abattu en 1943 et crash du chasseur allemand
Parti du Yorkshire pour une mission sur Montbéliard, un bombardier lourd quadrimoteur Handley-Page Halifax de la Royal Air Force est abattu le 16 juillet 1943 vers 2 h 25 par le pilote Wolfgang Späte (en) sur un chasseur de nuit Dornier Do 217 basé à Longvic, l'avion s'écrase dans la combe Nogille entre l'ancienne chartreuse de Lugny et le mont de Lucey sur la commune de Recey-sur-Ource. Les sept membres de l'équipage sont tués et sont inhumés au cimetière de Recey. Une stèle est présente sur le site.
Le Dornier de la Luftwaffe, sans doute endommagé par des tirs de riposte des mitrailleurs, s'écrase peu après à Voisin (hameau de la commune), seul le radio-navigateur en réchappera sur les trois membres de l'équipage.

#### Jonction sur la commune des débarquements de Normandie et de Provence
Le 12 septembre 1944, le 12e régiment de cuirassiers de la 2e division blindée du général Leclerc, commandée par le lieutenant-colonel Marc Rouvillois, ayant débarqué en Normandie puis libéré Paris, effectue la jonction avec le détachement Savary du 1er régiment de fusiliers marins de la 1re division française libre dépendant de la 1re armée du général de Lattre, commandée par le général Diego Brosset, ayant débarqué en Provence. Le régiment de marche des Spahis Marocains vient également en appui durant la manœuvre militaire. 
Cette jonction militaire (jonction des Overlord et Dragoon) a induit des redditions en masse de troupes allemandes qui avaient tardé à se replier. Dès que les deux divisions firent la jonction à Nod-sur-Seine, le maire de la commune Pierre Huguenin planta rapidement un panneau pour indiquer le lieu exact de la jonction. Sur les lieux de cette manœuvre militaire des forces alliées, un monument, le monument de la Jonction, y a été érigé, en mémoire de cet évènement.

Une stèle a été installée au sein la commune en bordure ouest de la RD 971 reliant Troyes à Dijon, à proximité pour la commémoration de 1954 : c'est celle-ci qui est appelée "Monument de la Jonction". Elle porte l'inscription : 

« Ici le 12 septembre 1944 s'opéra la jonction de deux anciennes divisions françaises libres, la 1ère D.F.L. et la 2ème D.B., éléments avancés des forces libératrices débarquées en Provence et en Normandie. »

Cette stèle commémorative marque également aussi certains des lieux où ont servi les deux divisions, tout en passant sous silence certains autres notamment la Syrie.
Un half-track américain M3 et une Jeep Willys, deux véhicules symboles de la Libération, furent ajoutés sur le site,. Le half-track est prêté depuis 2003 par le musée des Blindés de Saumur,.

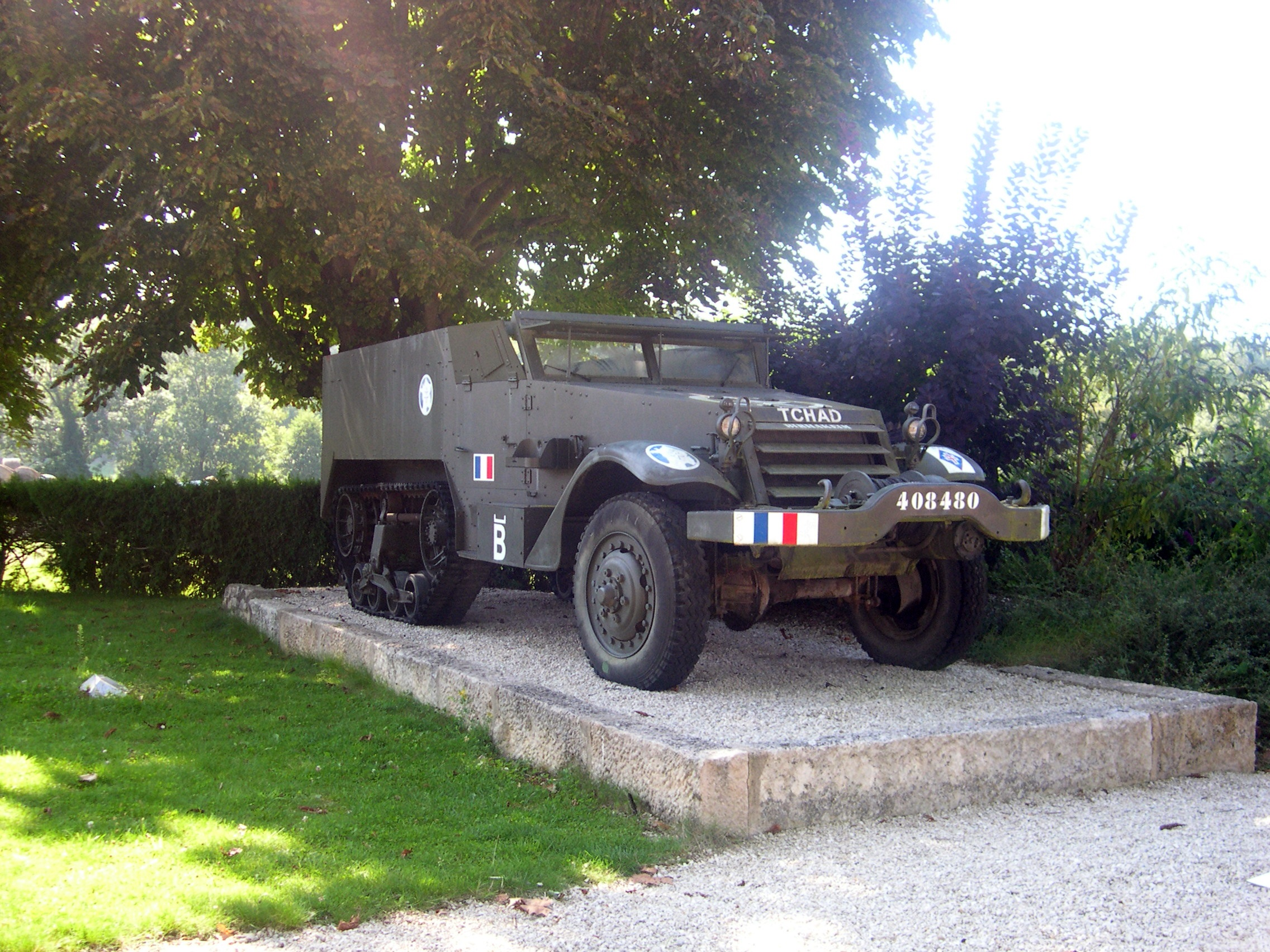
Le half-track.
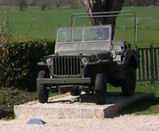
La jeep.
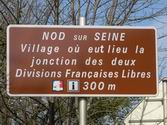
Panneau.
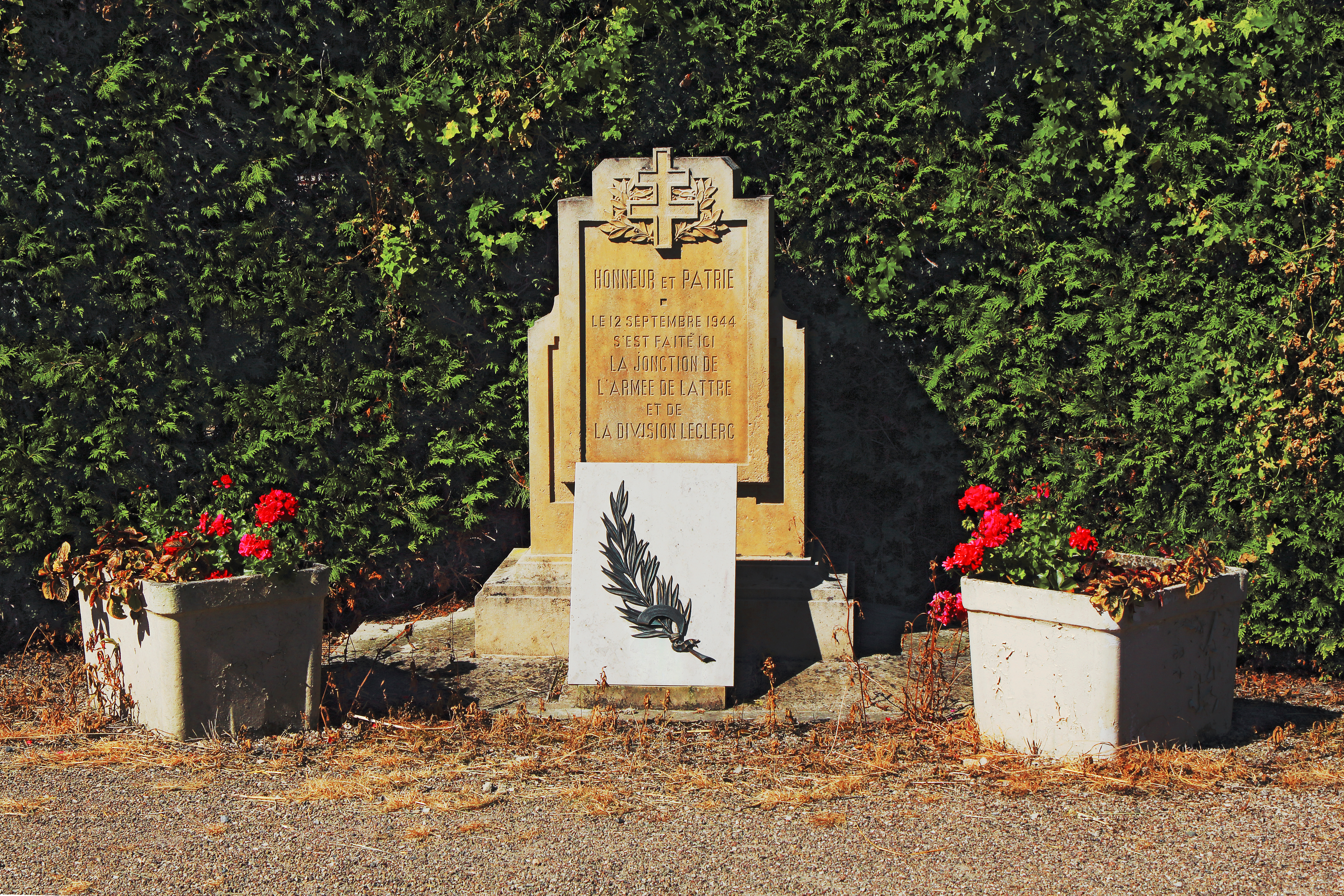
Première stèle. Le Monument de la Jonction est à proximité (vers le Sud).

## Politique et administration
| Période                                  | Période  | Identité         | Étiquette | Qualité     |
| ---------------------------------------- | -------- | ---------------- | --------- | ----------- |
| ?                                        | 1995     | Maurice Merle    |           |             |
| janvier 1995                             | 1998     | Francis Crabié   |           |             |
| janvier 1998                             | 2008     | Bernadette Bayen |           |             |
| mars 2008                                | En cours | Dominique Bayen  | dVD       | Agriculteur |
| Les données manquantes sont à compléter. |          |                  |           |             |

Nod-sur-Seine appartient :
- à l'arrondissement de Montbard,
- au canton de Châtillon-sur-Seine et
- à la communauté de communes du pays châtillonnais.

## Démographie
L'évolution du nombre d'habitants est connue à travers les recensements de la population effectués dans la commune depuis 1793. Pour les communes de moins de 10 000 habitants, une enquête de recensement portant sur toute la population est réalisée tous les cinq ans, les populations de référence des années intermédiaires étant quant à elles estimées par interpolation ou extrapolation. Pour la commune, le premier recensement exhaustif entrant dans le cadre du nouveau dispositif a été réalisé en 2006.

En 2022, la commune comptait 206 habitants, en évolution de −4,19 % par rapport à 2016 (Côte-d'Or : +0,82 %, France hors Mayotte : +2,11 %).
| 1793 | 1800 | 1806 | 1821 | 1831 | 1836 | 1841 | 1846 | 1851 |
| ---- | ---- | ---- | ---- | ---- | ---- | ---- | ---- | ---- |
| 260  | 326  | 266  | 336  | 379  | 400  | 392  | 384  | 378  |

| 1856 | 1861 | 1866 | 1872 | 1876 | 1881 | 1886 | 1891 | 1896 |
| ---- | ---- | ---- | ---- | ---- | ---- | ---- | ---- | ---- |
| 395  | 392  | 377  | 368  | 340  | 368  | 340  | 315  | 291  |

| 1901 | 1906 | 1911 | 1921 | 1926 | 1931 | 1936 | 1946 | 1954 |
| ---- | ---- | ---- | ---- | ---- | ---- | ---- | ---- | ---- |
| 297  | 273  | 325  | 269  | 290  | 305  | 273  | 241  | 249  |

| 1962 | 1968 | 1975 | 1982 | 1990 | 1999 | 2006 | 2011 | 2016 |
| ---- | ---- | ---- | ---- | ---- | ---- | ---- | ---- | ---- |
| 261  | 252  | 183  | 199  | 212  | 258  | 267  | 239  | 215  |

| 2021 | 2022 | - | - | - | - | - | - | - |
| ---- | ---- | - | - | - | - | - | - | - |
| 204  | 206  | - | - | - | - | - | - | - |

## Vie locale

### Enseignement
En 1998, Nod-sur-Seine a délégué sa compétence en matière scolaire au SIVOS du Val de Seine. L'école devenait alors une simple classe (CE2, CM1 et CM2) d’une école « éclatée », les autres classes étant à Aisey-sur-Seine et Saint-Marc-sur-Seine. En 2006, la classe de Nod-sur-Seine a été fermée par l'Inspection académique de Côte-d'Or, à cause de la baisse des effectifs. Les enfants ont alors été scolarisés dans les autres classes du Sivos, où ils allaient en prenant un bus de ramassage scolaire affrété par le conseil général de Côte-d’Or.

Depuis les années 2010 (quand exactement ?), les enfants du village sont scolarisés à Châtillon-sur-Seine.

### Santé
Le village ne bénéficie d'aucun médecin généraliste installé, il faut aller consulter à Châtillon-sur-Seine. L'hôpital le plus proche est l'hôpital local de Châtillon-sur-Seine.

## Culture locale et patrimoine

### Lieux et monuments

#### Patrimoine religieux
L'église paroissiale Saint-Martin dont le chœur, l'avant-chœur et la souche du clocher ont été édifiés au XIIIe siècle a été modifiée au XVIIIe siècle. La nef a été reconstruite entre 1732 et 1786 et le porche date de la même période. L'église renferme une statuaire remarquable : Vierge à l'Enfant et sainte Anne en bois polychrome du XVIIe, saint Martin, saint Jean-Baptite et sint Pierre également en bois polychrome du XVIIIe.
La chapelle Sainte-Catherine du XIIe siècle classée Classé MH (1938), située au hameau de Voisin, possède un chapiteau réutilisé comme bénitier  Classé MH (1938) et plusieurs statues anciennes : sainte Catherine, Vierge à l'Enfant, saint Evêque.
La croix de chemin située rue haute est datée de 1666 sur la base du fût mais la croix elle-même a été remplacée au XIXe siècle. On trouve trois autres croix de chemin, une croix de carrefour qui est du XIXe siècle, une croix de fer du XVIIIe siècle et une croix datée 1862,,.
La croix de cimetière datée de 1731, abattue à la Révolution, a été remplacée en 1818.

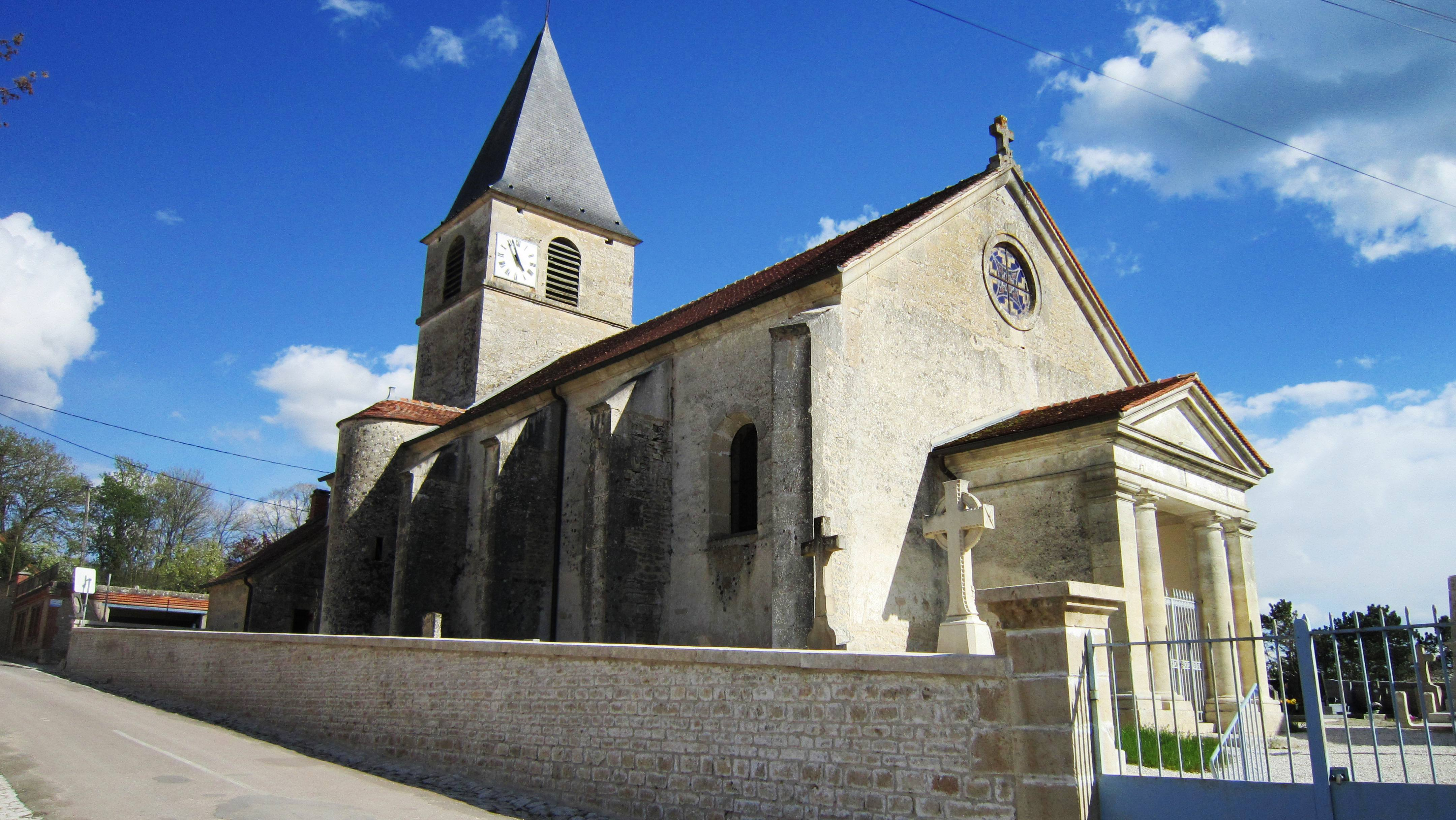
L’église Saint-Martin.
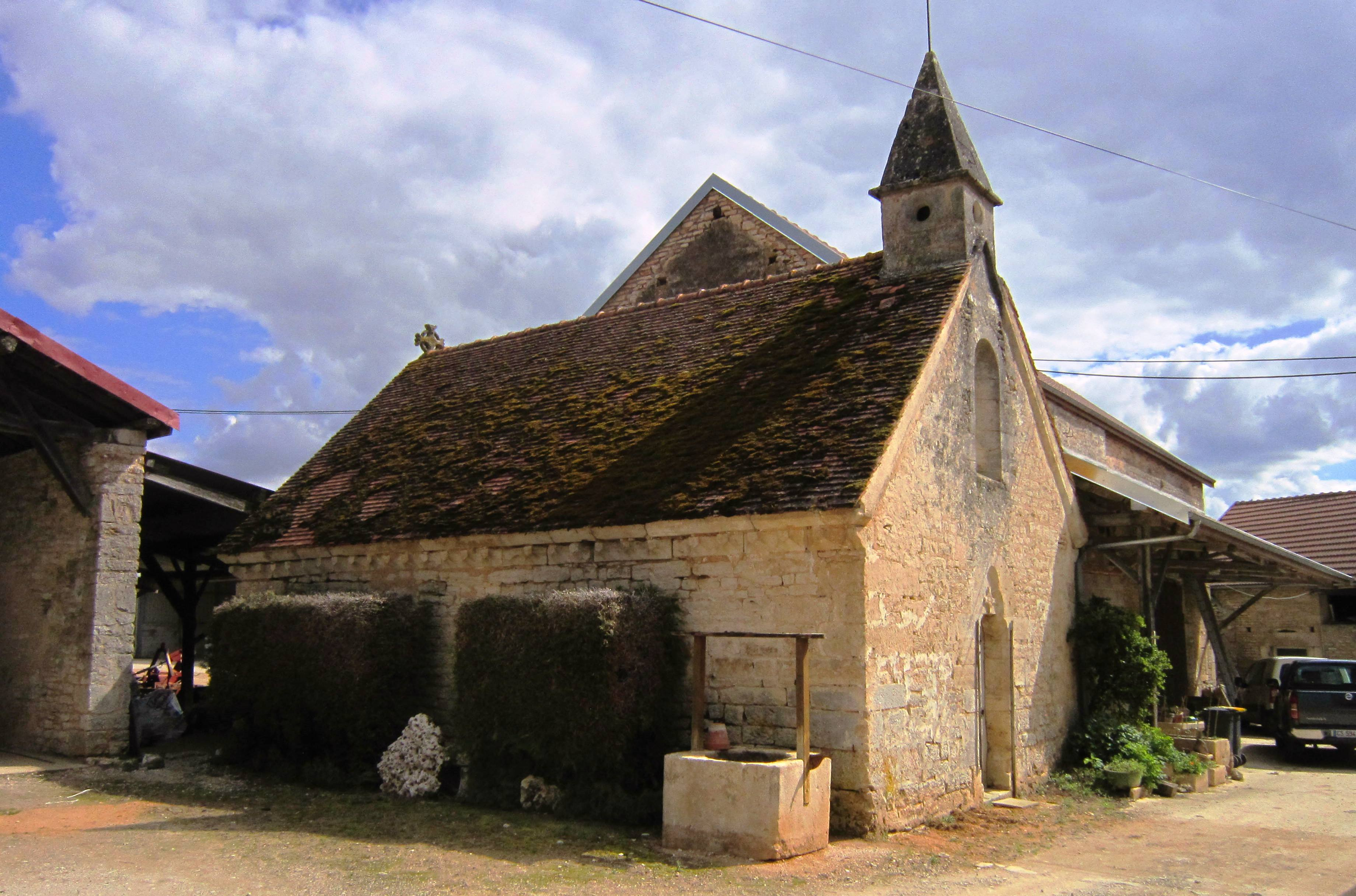
La chapelle Sainte-Catherine.

#### Patrimoine civil
Le Monument de la Jonction commémore la jonction sur le territoire communal de la 1re armée française venant de Provence et la 2e division blindée venant de Normandie, faisant route vers l'Allemagne.
Le lavoir situé rue Pisse-Pot, constitué d’une fontaine, d'un abreuvoir et d'un lavoir est daté de 1845.
L'ancienne forge qui a succédé au haut-fourneau du XVIIe siècle subsiste en bordure de Seine.
Une grotte dans la berge de la Seine est réputée préhistorique.

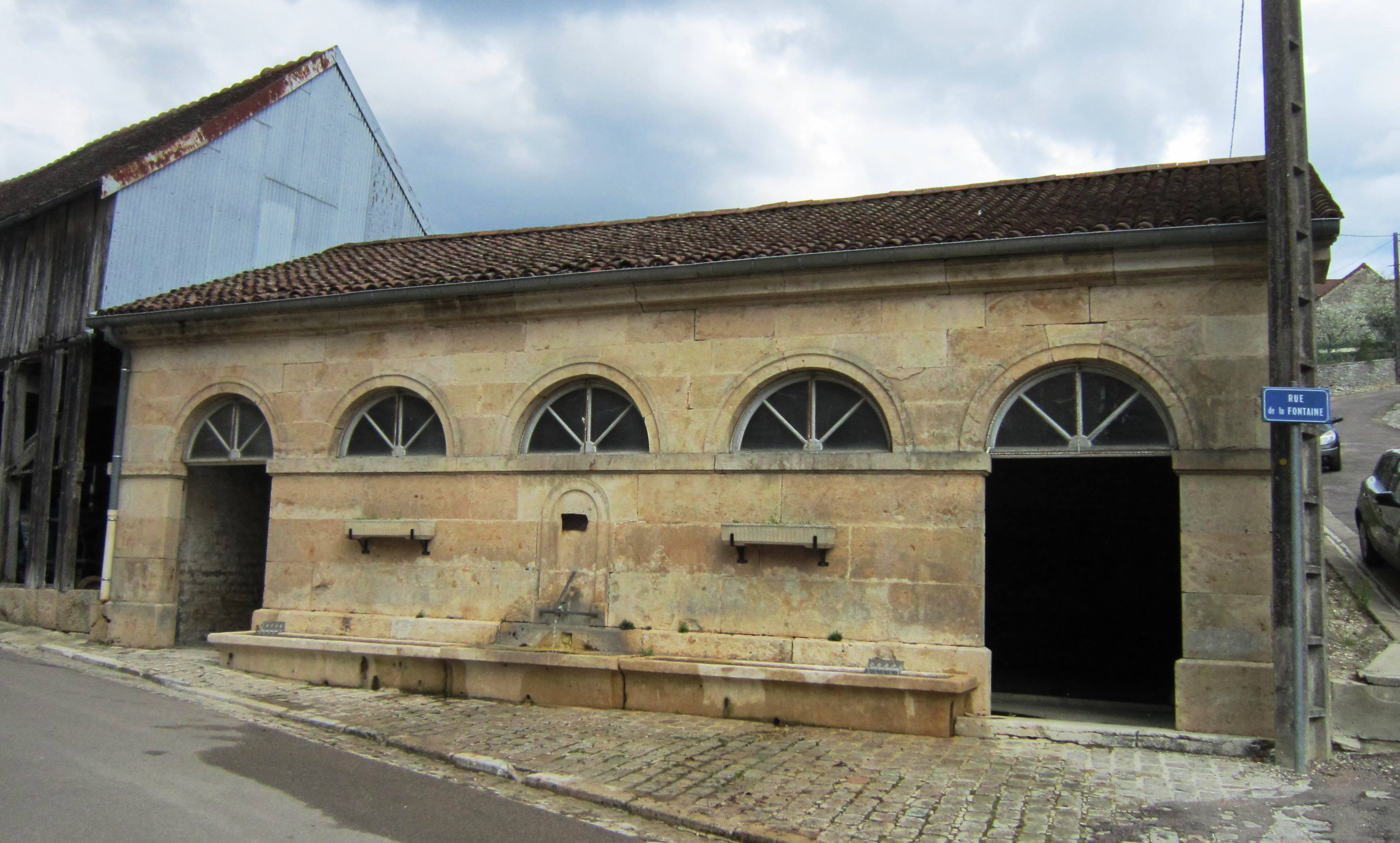
Le lavoir.
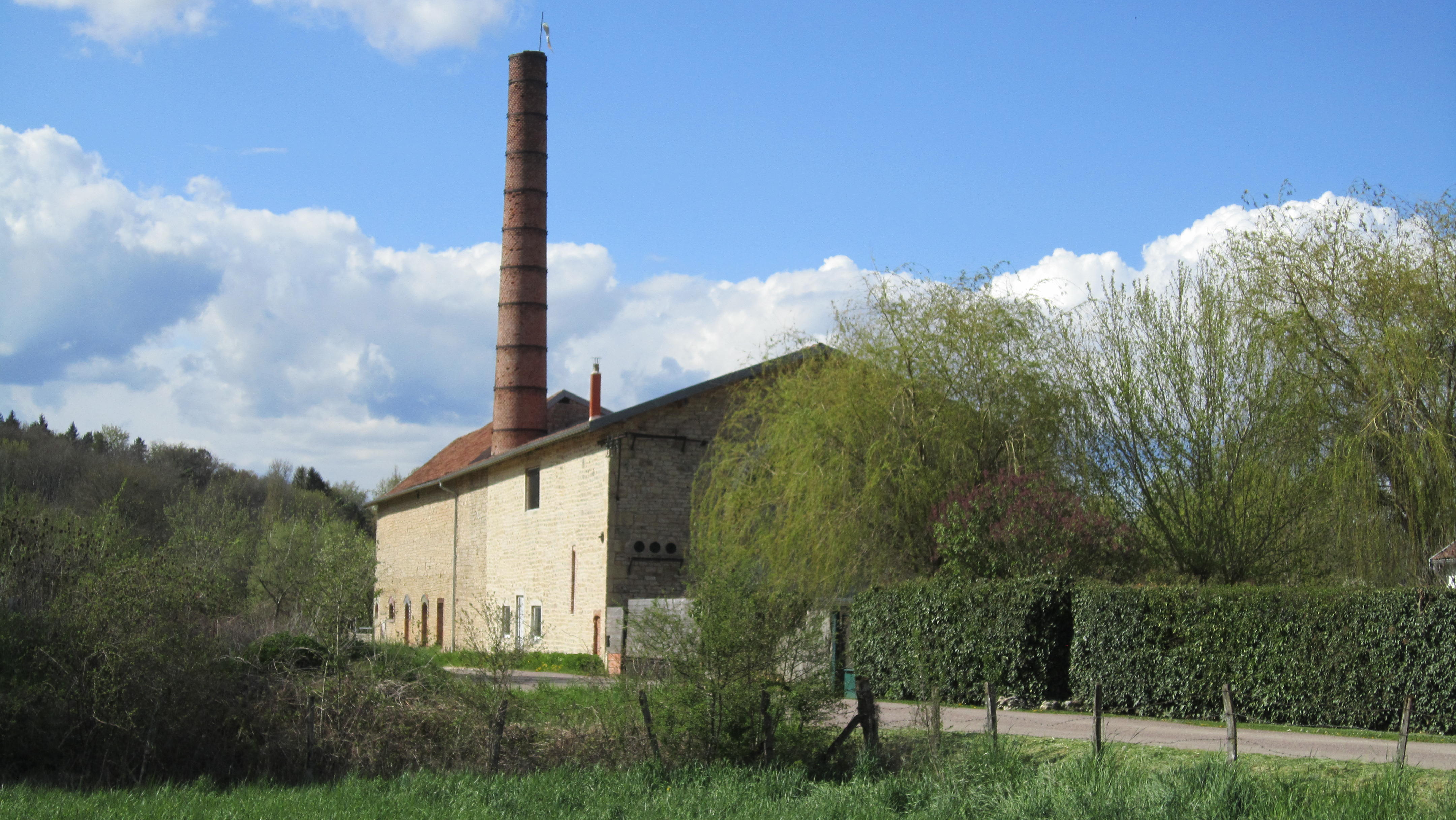
La forge.

### Héraldique
| Blason de Nod-sur-Seine | Blason  | Écartelé en sautoir : au 1er de gueules au monument commémoratif de la jonction du lieu d'or, au 2e d'or au pic de carrier contourné de sable penché à senestre, au 3e d'or à la feuille de chêne de sinople, au 4e de gueules à l'épi de blé d'or, à la barre ondée d'azur brochant sur la partition et en partie sur le monument de la jonction. |
| Blason de Nod-sur-Seine | Détails | Nouvelles couleurs adoptées en novembre 2012. |